# Sorry, I'm a Lady
Singles de Baccara
Yes Sir, I Can Boogie
(1977) Granada
(1977)
Sorry, I'm A Lady est une chanson co-écrite par Rolf Soja et Frank Dostal (en), interprétée par le duo espagnol Baccara.

## Classements

### Classements hebdomadaires
| Classement (1977)                       | Meilleure position |
| --------------------------------------- | ------------------ |
| Autriche (Ö3 Austria Top 40)            | 1                  |
| Belgique (Flandre Ultratop 50 Singles)  | 1                  |
| Belgique (Wallonie Ultratop 50 Singles) | 1                  |
| Pays-Bas (Nederlandse Top 40)           | 1                  |
| Pays-Bas (Single Top 100)               | 1                  |
| Norvège (VG-lista)                      | 1                  |
| Suède (Sverigetopplistan)               | 3                  |
| Suisse (Schweizer Hitparade)            | 2                  |
| Royaume-Uni (UK Singles Chart)          | 8                  |
| Allemagne de l'Ouest (Media Control)    | 1                  |

### Classements de fin d'année
| Classement (1977)                             | Position |
| --------------------------------------------- | -------- |
| Autriche (Ö3 Austria Top 40)                  | 4        |
| Belgique (Ultratop Flanders)                  | 10       |
| Pays-Bas (Dutch Top 40)                       | 30       |
| Pays-Bas (Single Top 100)                     | 23       |
| Suisse (Schweizer Hitparade)                  | 5        |
| Allemagne de l'Ouest (Official German Charts) | 3        |